# President's Foreign Intelligence Advisory Board
PFIAB, acrónimo de President's Foreign Intelligence Advisory Board (literalmente, Junta Asesora de Inteligencia Exterior del Presidente), es una Agencia de la Oficina Ejecutiva del Presidente de los Estados Unidos creada el 6 de febrero de 1956 por el presidente Dwight D. Eisenhower. Su objetivo es asesorar e informar al presidente de los Estados Unidos sobre todos los datos recogidos por otras agencias de inteligencia del país, del servicio de contraespionaje y también asesora al presidente sobre la legalidad de las actividades de inteligencia extranjera.
En el año 1977 el presidente Jimmy Carter abolió la agencia tras considerar que los servicios se podían unificar con el Agencia de Seguridad Nacional. El 20 de octubre de 1981 fue restaurado por el presidente Ronald Reagan nombrando a 19 ciudadanos que no formaban parte del gobierno, mientras que en la actualidad, la agencia está formada por 16 miembros que anteriormente no formaban parte de la administración.

## Presidentes de la PFIAB
Desde su fundación en 1956, los presidentes de la PFIAB han sido:
| Presidente         | Inicio del mandato | Fin del mandato |
| ------------------ | ------------------ | --------------- |
| James Killian      | 1956               | 1963            |
| Clark Clifford     | 1963               | 1968            |
| Maxwell D. Taylor  | 1968               | 1970            |
| George Anderson    | 1970               | 1976            |
| Leo Cherne         | 1976               | 1977            |
| Anne Armstrong     | 1982               | 1990            |
| William J. Crowe   | 1993               | 1994            |
| Bobby Inman        | 1991               | 1993            |
| Les Aspin          | 1994               | 1995            |
| Warren B. Rudman   | 1995               | 1996            |
| Thomas S. Foley    | 1996               | 1997            |
| Warren B. Rudman   | 1997               | 2001            |
| Brent Scowcroft    | 2001               | 2004            |
| James Langdon, Jr. | 2005               | 2006            |
| Stephen Friedman   | 2006               | actualidad      |